# Клей (округ, Техас)
Шаблон:StateAbbr_ 33°47′ пн. ш. 98°13′ зх. д. / 33.79° пн. ш. 98.21° зх. д.
Округ Клей (англ. Clay County) — округ (графство) у штаті Техас, США. Ідентифікатор округу 48077.

## Історія
Округ утворений 1857 року.

## Демографія
За даними перепису 2000 року загальне населення округу становило 11006 осіб, зокрема міського населення було 2947, а сільського — 8059. Серед мешканців округу чоловіків було 5333, а жінок — 5673. В окрузі було 4323 домогосподарства, 3181 родина, яка мешкали в 4992 будинках. Середній розмір родини становив 2,98.
Віковий розподіл населення поданий у таблиці:
| Стать    | До 15 років | 15-21 | 22-29 | 30-39 | 40-49 | 50-65 | 66-85 | Понад 85 |
| -------- | ----------- | ----- | ----- | ----- | ----- | ----- | ----- | -------- |
| Чоловіки | 1099        | 517   | 376   | 718   | 847   | 1002  | 711   | 63       |
| Жінки    | 1119        | 487   | 383   | 773   | 882   | 1034  | 835   | 160      |

## Суміжні округи
- Джефферсон, Оклахома — північ
- Монтаг'ю — схід
- Джек — південь
- Вічита — захід
- Арчер — захід
- Коттон, Оклахома — північний захід

## Виноски
1. ↑  Texas State Historical Association, Barkley R. R., Tyler R. C. Handbook of Texas — Texas State Historical Association, 1952. — ISBN 978-0-87611-151-2
2. ↑  U.S. Decennial Census. United States Census Bureau. Архів оригіналу за 26 квітня 2015. Процитовано 20 квітня 2015.
3. ↑  Texas Almanac: Population History of Counties from 1850–2010 (PDF). Texas Almanac. Архів оригіналу (PDF) за 19 Квітня 2015. Процитовано 20 квітня 2015.
4. ↑  State & County QuickFacts. United States Census Bureau. Архів оригіналу за 13 січня 2016. Процитовано 9 грудня 2013.(англ.) Наведено за англійською вікіпедією.
5. ↑  American FactFinder. Бюро перепису населення США. Архів оригіналу за 29 липня 2011. Процитовано 31 січня 2008.

| США | Це незавершена стаття з географії США. Ви можете допомогти проєкту, виправивши або дописавши її. |